# Zornova lema
Zornova lema (tudi Kuratowski-Zornova lema) je izrek v teoriji množic. Glasi se:
Vsaka delno urejena množica, v kateri ima vsaka veriga supremum, vsebuje vsaj en maksimalni element.
Izrek se imenuje po ameriškem matematiku nemškega rodu Maxu Augustu Zornu. Zornovo lemo je prvi odkril poljski matematik Kazimierz Kuratowski leta 1922, Zorn pa neodvisno od njega leta 1935.